# Danh sách vườn quốc gia tại Venezuela
Các vườn quốc gia tại Venezuela là các khu bảo tồn một loạt các môi trường sống ở Venezuela. Đến năm 2007 đã có 43 vườn quốc gia, chiếm 21,76% diện tích lãnh thổ Venezuela.
Mỗi bang của Venezuela có một hoặc nhiều vườn quốc gia. Lara là bang có số lượng nhiều vườn quốc gia nhất với 5 địa danh. Tiếp theo lần lượt là Amazonas, Falcon, Mérida, Miranda, Portuguesa, Táchira có 4 vườn quốc gia; Apure, Sucre và Trujillo có 3 vườn quốc gia; Barinas, Bolívar, Carabobo, Khu Thủ đô, Guárico, Nueva Esparta, Yaracuy, Zulia có 2, còn các bang Anzoategui, Aragua, Cojedes, Delta Amacuro, Liên bang phụ thuộc, Monagas và Vargas là những bang có 1 vườn quốc gia.
Có 18 vườn quốc gia có diện tích trên 1.000 km ²; 15 trên 2000 km ²; 5 trên 5000 km ² và 3 là trên 10.000 km ². Vườn quốc gia lớn nhất là vườn quốc gia Parima Tapirapecó nằm trong khu vực Guayana (39.000 km ²) và Vườn quốc gia Canaima (30.000 km ²) còn Cueva de la Quebrada del Toro là vườn quốc gia nhỏ nhất (48,85 km ²).

## Danh sách
| Số thứ tự | Hình ảnh | Thành lập            | Tên                                         | Vùng                    | Bang                            | Loại hình      | Diện tích (km²) |
| --------- | -------- | -------------------- | ------------------------------------------- | ----------------------- | ------------------------------- | -------------- | --------------- |
| 01        |          | 2 tháng 2 năm 1937   | Henri Pittier                               | Miền Trung              | Aragua Carabobo                 | Miền núi       | 1.078,00        |
| 02        |          | 2 tháng 5 năm 1952   | Sierra Nevada                               | Vùng Andes              | Mérida Barinas                  | Miền núi       | 2.764,46        |
| 03        |          | 31 tháng 3 năm 1958  | Guatopo                                     | Miền Trung              | Miranda Guárico                 | Miền núi       | 1.224,64        |
| 04        |          | 12 tháng 12 năm 1958 | El Ávila                                    | Vùng Thủ đô             | Federal District Miranda Vargas | Miền núi       | 851,92          |
| 05        |          | 18 tháng 3 năm 1960  | Yurubí                                      | Vùng Trung tâm phía Tây | Yaracuy                         | Miền núi       | 236,70          |
| 06        |          | 12 tháng 6 năm 1962  | Canaima                                     | Vùng Guayana            | Bolívar                         | Guayana Shield | 30.000,00       |
| 07        |          | 12 tháng 6 năm 1962  | Yacambú                                     | Vùng Trung tâm phía Tây | Lara                            | Mountainous    | 269,16          |
| 08        |          | 21 tháng 5 năm 1969  | Vườn quốc gia Cueva de la Quebrada del Toro | Vùng Trung tâm phía Tây | Falcón                          | Miền núi       | 48,85           |
| 09        |          | 8 tháng 8 năm 1972   | Los Roques                                  | Vùng Insular            | Phụ thuộc Liên bang             | Insular        | 2.211,20        |
| 10        |          | 5 tháng 12 năm 1973  | Macarao                                     | Vùng Thủ đô             | Đặc khu liên bang Miranda       | Miền núi       | 150             |
| 11        |          | 19 tháng 12 năm 1973 | Mochima                                     | North-Eastern Region    | Sucre Anzoátegui                | Ven biển       | 949,35          |
| 12        |          | 6 tháng 2 năm 1974   | Laguna de La Restinga                       | Vùng Insular            | Nueva Esparta                   | Đảo            | 188,62          |
| 13        |          | 6 tháng 2 năm 1974   | Médanos de Coro                             | Vùng Trung tâm phía Tây | Falcón                          | Ven biển       | 912,80          |
| 14        |          | 13 tháng 2 năm 1974  | Laguna de Tacarigua                         | Capital Region          | Miranda                         | Ven biển       | 391             |
| 15        |          | 27 tháng 2 năm 1974  | Cerro El Copey                              | Vùng Insular            | Nueva Esparta                   | Đảo            | 71,30           |
| 16        |          | 7 tháng 3 năm 1974   | Aguaro-Guariquito                           | Vùng Llanos             | Guárico                         | Llanos         | 5.690           |
| 17        |          | 26 tháng 5 năm 1974  | Morrocoy                                    | Vùng Trung tâm phía Tây | Falcón                          | Ven biển       | 320,90          |
| 18        |          | 27 tháng 5 năm 1975  | Cueva del Guácharo                          | Vùng Đông Bắc           | Monagas                         | Miền núi       | 627             |
| 19        |          | 14 tháng 4 năm 1976  | Terepaima                                   | Vùng Trung tâm phía Tây | Lara Portuguesa                 | Miền núi       | 186,5           |
| 20        |          | 12 tháng 12 năm 1978 | Jaua-Sarisariñama                           | Vùng Guayana            | Bolívar                         | Guayana Shield | 3.300           |
| 21        |          | 12 tháng 12 năm 1978 | Serranía de la Neblina                      | Vùng Guayana            | Amazonas                        | Guayana Shield | 13.600          |
| 22        |          | 12 tháng 12 năm 1978 | Yapacana                                    | Vùng Guayana            | Amazonas                        | Guayana Shield | 3.200           |
| 23        |          | 12 tháng 12 năm 1978 | Duida-Marahuaca                             | Vùng Guayana            | Amazonas                        | Guayana Shield | 3.737,4         |
| 24        |          | 12 tháng 12 năm 1978 | Bán đảo Paria                               | Vùng Đông Bắc           | Sucre                           | Miền núi       | 375             |
| 25        |          | 12 tháng 12 năm 1978 | Perijá                                      | Vùng Zulian             | Zulia                           | Miền núi       | 2.952,88        |
| 26        |          | 12 tháng 12 năm 1978 | El Tamá                                     | Vùng Andes              | Táchira Apure                   | Miền núi       | 1.390           |
| 27        |          | 14 tháng 1 năm 1987  | San Esteban                                 | Central Region          | Carabobo                        | Miền núi       | 445             |
| 28        |          | 6 tháng 5 năm 1987   | Sierra de San Luis (J. Crisóstomo Falcón)   | Vùng Trung tâm phía Tây | Falcón                          | Miền núi       | 200             |
| 29        |          | 24 tháng 2 năm 1988  | Santos Luzardo                              | Vùng Llanos             | Apure                           | Miền núi       | 5.843,68        |
| 30        |          | 25 tháng 5 năm 1988  | Guaramacal (G. Cruz Carrillo)               | Vùng Andes              | Trujillo Portuguesa             | Miền núi       | 214,66          |
| 31        |          | 30 tháng 11 năm 1988 | Dinira                                      | Central-Western Region  | Lara Portuguesa Trujillo        | Miền núi       | 453,28          |
| 32        |          | 18 tháng 1 năm 1989  | Páramos Batallón y La Negra                 | Vùng Andes              | Mérida Táchira                  | Miền núi       | 952             |
| 33        |          | 7 tháng 12 năm 1989  | Chorro El Indio                             | Vùng Andes              | Táchira                         | Miền núi       | 170             |
| 34        |          | 7 tháng 12 năm 1989  | Sierra La Culata                            | Vùng Andes              | Mérida Trujillo                 | Miền núi       | 2.004           |
| 35        |          | 7 tháng 12 năm 1989  | Cerro Saroche                               | Vùng Trung tâm phía Tây | Lara                            | Miền núi       | 322,94          |
| 36        |          | 6 tháng 6 năm 1991   | Turuépano                                   | Vùng Đông Bắc           | Sucre                           | Đầm lầy        | 726             |
| 37        |          | 5 tháng 6 năm 1991   | Delta del Orinoco (Mariusa)                 | Vùng Guayana            | Đồng bằng Amacuro               | Đồng bằng      | 3.310           |
| 38        |          | 5 tháng 6 năm 1991   | Ciénagas de Juan Manuel                     | Vùng Zulian             | Zulia                           | Đầm lầy        | 2.261,3         |
| 39        |          | 1 tháng 8 năm 1991   | Parima Tapirapecó                           | Vùng Guayana            | Amazonas                        | Guayana Shield | 39.000          |
| 40        |          | 5 tháng 6 năm 1992   | Río Viejo San Camillo                       | Vùng Llanos             | Apure                           | Llanos         | 800             |
| 41        |          | 5 tháng 6 năm 1992   | Tirgua (Gen. Manuel Manrique)               | Vùng Trung tâm phía Tây | Yaracuy Cojedes                 | Miền núi       | 910             |
| 42        |          | 26 tháng 3 năm 1993  | El Guache                                   | Vùng Trung tâm phía Tây | Lara Portuguesa                 | Miền núi       | 125             |
| 43        |          | 26 tháng 3 năm 1993  | Tapo-Caparo                                 | Vùng Andes              | Barinas Mérida Táchira          | Miền núi       | 2.050           |